# Rainer Nittel
Rainer Nittel (* 19. März 1967 in Bonn) ist ein ehemaliger deutscher Eishockeyspieler und -trainer, der zwischen 1995 und 2002 Bundestrainer der deutschen Eishockeynationalmannschaft der Frauen war.

## Karriere
Als aktiver Spieler war Nittel für den 1. Hennefer EC in der Oberliga und den TSV Adendorf in der Regionalliga aktiv. In der Saison 1989/90 betreute er die Junioren des Hennefer EC als Assistenztrainer, ehe er ab 1990 im Nachwuchsbereich des Kölner ECs als Trainer arbeitete. 1992 wurde er Cheftrainer der Frauenmannschaft des Hennefer EC, die damals an der Frauen-Bundesliga teilnahm. Ab Dezember 1992 trainierte er parallel die erste Herrenmannschaft des Vereins, die an der Oberliga teilnahm.
Zwischen 1993 und 1994 war Nittel als Trainer bei verschiedenen Trainingslagern beschäftigt, ehe er 1994 NRW-Landestrainer der U20-Juniorinnen wurde. Zudem betreute er parallel die männliche U14-Auswahl des Landesverbandes NRW. Gleichzeitig hatte er die Position des Leistungssportreferenten des Landesverbandes inne.
1995 übernahm Nittel das Traineramt des Frauen-Bundestrainers und nahm mit dieser an drei Weltmeisterschaften und einer Europameisterschaft teil. Die beste Platzierung war dabei der fünfte Rang bei der Weltmeisterschaft 2001. Zudem führte er das Nationalteam im Jahr 2002 zur ersten Teilnahme an den Olympischen Winterspielen in Salt Lake City. Bei diesem Turnier belegten die deutsche Auswahl den sechsten Platz.
Anschließend war Nittel von 2002 bis 2004 als Referent im Bereich Leistungssport des Deutschen Sportbundes tätig, um 2004 das Amt des Sportdirektors des Deutschen Curling-Verbandes zu übernehmen. In dieser Zeit waren die deutschen Curling-Herren international sehr erfolgreich und wurden 2004 Europameister, 2005 WM-Bronzemedaillengewinner und WM-Silbermedaillengewinner 2007.
2007 wechselte Nittel als Vorstand Leistungssport und Sportdirektor zum Deutschen Hockey-Bund und war zusätzlich als Mannschaftsleiter bei den Olympischen Spielen in Peking verantwortlich. Während dieser Zeit gelang ihm die durch den Weggang des langjährigen Cheftrainers Bernhard Peters notwendig gewordene Neuorganisation des Leistungssportsbereiches im Deutschen Hockey-Bund.
In seine Amtszeit fielen unter anderem folgende Erfolge:
- Europameister der Frauen 2007 in Manchester
- Goldmedaille der Herren bei den Olympischen Sommerspielen 2008 in Peking[2]
- U21-Weltmeister der Herren 2009 in Johor Bahru
- Vizeweltmeister der Herren 2010 in Neu-Delhi
- Hallenweltmeister der Frauen und Herren 2011 in Posen

Nach vier Jahren kehrte Rainer Nittel im April 2011 als Sportdirektor und Vorstand Leistungssport zum Deutschen Curling-Verband zurück. 2013 war er Generalsekretär des erstmals weltweit durchgeführten Olympiaqualifikationsturniers in Füssen und hatte später großen Anteil, dass die Curler trotz eines zunächst beschlossenen Ausschlusses weiter in der Spitzensportförderung des Deutschen Olympischen Sportbundes blieben. Von 2015 bis 2017 war er als Geschäftsführer der Erholungs- und Sportzentrum Winterberg GmbH (Veltins-Eisarena) tätig und unter anderem für die erfolgreiche Durchführung der Weltcups im Bob, Skeleton sowie im Rennrodeln verantwortlich.